# Aulacaspis phoebicola
Aulacaspis phoebicola är en insektsart som beskrevs av Takahashi 1936. Aulacaspis phoebicola ingår i släktet Aulacaspis och familjen pansarsköldlöss.
Artens utbredningsområde är Taiwan. Inga underarter finns listade i Catalogue of Life.